# Рид, Джозеф
Джозеф Рид (англ. Joseph Reed; 27 августа 1741, Трентон, провинция Нью-Джерси, Британская Америка — 5 марта 1785, Филадельфия, Пенсильвания, США) — американский юрист, военный и политик, один из отцов-основателей Соединенных Штатов. Служил адъютантом у Джорджа Вашингтона, также был генералом-адъютантом Континентальной армии и участвовал в нескольких ключевых сражениях Войны за независимость США. Ему приписывают разработку «Соснового флага », использовавшегося во время войны.
Он был делегатом Континентального конгресса от Пенсильвании и подписал Статьи Конфедерации. С 1778 по 1781 год он занимал пост третьего президента Высшего исполнительного совета Пенсильвании, должность, аналогичную современной должности губернатора. Он был избран в Конгресс во второй раз в 1784 году, но не вступил в должность из-за плохого состояния здоровья. Умер 5 марта 1785 года в возрасте 43 лет

## Ранние годы и образование
Рид родился в Трентоне в провинции Нью-Джерси 7 августа 1741 года в семье Эндрю Рида и Теодосии Боуз. Его дед, Джозеф Рид, был богатым торговцем, родившимся в Каррикфергусе, графстве Антрим в Ольстере, который переселился в Западный Джерси. Семья переехала в Филадельфию вскоре после рождения Рида, и мальчиком Рид был зачислен в Академию Филадельфии. Он получил степень бакалавра в колледже Нью-Джерси (ныне известном как Принстонский университет) в 1757 году.
Он изучал юриспруденцию у Ричарда Стоктона. Летом 1763 года Рид отплыл в Англию и в течение двух лет изучал юриспруденцию в Миддл Темпл в Лондоне. Вскоре после окончания учебы в 1768 году Рид был избран членом Американского философского общества.

## Карьера

### Деловая карьера
По возвращении из Лондона Рид открыл юридическую практику в Трентоне (штат Нью-Джерси) и был назначен заместителем секретаря Нью-Джерси и секретарём совета. Он работал помощником Денниса де Бердта, бывшего агента его отца и представителя колоний в Новой Англии. Рид был успешным земельным спекулянтом.

### Военная карьера
В 1775 году, после сражений при Лексингтоне и Конкорде, Рид был назначен подполковником Пенсильванского ополчения. Когда его друг Джордж Вашингтон был назначен главнокомандующим, Рид стал его адъютантом.

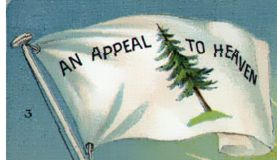
Риду приписывают создание флага Соснового дерева.

Риду приписывают создание флага Соснового дерева, так же известного как «Флаг „Дерево свободы“». 20 октября 1775 года Рид написал письмо полковнику Джону Гловеру из полка Континентальной армии моряков Marblehead Men, в котором определил дизайн первого военно-морского флага США — флага Вечнозелёного дерева Свободы. Рид написал: «Что вы думаете о флаге с белым основанием, деревом посередине и девизом: „Обращение к небесам“».
В июне 1775 года Рид служил генерал-адъютантом Континентальной армии в звании полковника и участвовал в сражении при Лонг-Айленде. На этой службе он стал одним из ближайших доверенных лиц генерала Вашингтона; Вашингтон часто писал ему письма и редко путешествовал или принимал какие-либо существенные военные решения, предварительно не посоветовавшись с Ридом. Благодаря своему знанию местности Нью-Джерси Рид сыграл важную роль в планировании сражения при Трентоне. Он участвовал в сражении при Принстоне, предоставив важные разведданные, во второй переправе через Делавэр, а также в сражениях при Брендивайне, Джермантауне и Монмуте.
В декабре 1776 года, желая узнать местонахождение войск генерала Чарльза Ли после хаотичного отступления Континентальной армии с Манхэттена, Вашингтон вскрыл письмо Ли Риду, в котором указывалось, что они оба серьёзно сомневаются в способности Вашингтона принимать решения. Это крайне смутило Вашингтона, поскольку Рид был одним из его самых доверенных офицеров. После этого они продолжали поддерживать рабочие отношения, хотя с того момента Рид никогда не пользовался таким же уровнем доверия со стороны Вашингтона.
В 1782 году Рид был обвинён в государственной измене во время войны в анонимной статье, опубликованной в газете. Он предположил, что статья была опубликована полковником Джоном Кадваладером, но другие считают, что автором был доктор Бенджамин Раш. В 1783 году была опубликована серия брошюр в защиту Рида.

### Политическая карьера
Рид работал в Комитете по корреспонденции Филадельфии в 1774 году, в качестве президента второго провинциального конгресса Пенсильвании в 1775 году и в качестве члена Ассамблеи Пенсильвании в 1776 году. Ему предложили должность главного судьи Верховного суда Пенсильвании в 1777 году, но он отказался. В 1778 году Рид был одним из подписавших Статьи Конфедерации.
1 декабря 1778 года Рид был избран президентом Высшего исполнительного совета Пенсильвании, должность, аналогичная современной должности губернатора. Он выступал за постепенную отмену рабства в Пенсильвании и награждение солдат пожизненным «половинным жалованьем». Рид публично враждовал с Бенедиктом Арнольдом, который в то время был военным комендантом Филадельфии, обвинив его в восьми случаях коррупции. Арнольд потребовал военного суда и успешно очистил своё имя, хотя его репутации был нанесён ущерб. В результате Арнольд подал в отставку со своего поста в Филадельфии, а позже эти обвинения побудили его перейти на сторону Великобритании.
В 1778 году Рид сообщил Конгрессу, что Фредерик Говард, 5-й граф Карлайл, через Комиссию мира Карлайла пытался подкупить его, чтобы способствовать примирению колоний с Великобританией.
Антипатия Рида к лоялистским жителям Пенсильвании хорошо подтверждена историческими источниками. Находясь в Конгрессе, он выступал за конфискацию собственности лоялистов и обвинения в государственной измене для тех, кто поддерживает Великобританию (Рид и его семья тогда жили в конфискованном доме лоялистов), но большая часть конгрессменов относились к лоялистам более терпимо. Будучи президентом Пенсильвании, Рид наблюдал за многочисленными судебными процессами над подозреваемыми в лояльности. Он также сыграл ключевую роль в урегулировании мятежа пенсильванских полков в январе 1781 года.
После ухода с поста председателя Верховного совета Рид был одним из юристов, защищавших претензии Пенсильвании на долину Вайоминг в земельном споре со штатом Коннектикут.
В 1784 году Рид был избран в Конгресс во второй раз, но не смог вступить в должность из-за плохого состояния здоровья.

## Личная жизнь

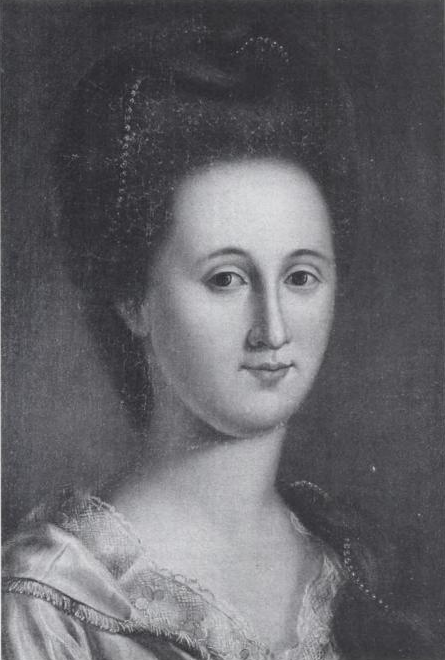
Рид встретил свою жену, Бердт, Эстер де, когда изучал юриспруденцию в Лондоне.

Во время учёбы в Лондоне Рид испытал романтическую привязанность к Эстер де Бердт, дочери агента провинции Массачусетского залива Денниса де Бердта. Хотя де Бердт очень хорошо относился к Риду, он, зная о его намерении вернуться в Филадельфию, изначально отказался дать согласие Эстер выйти за него замуж. Рид вернулся в Колонии, имея лишь помолвку с Эстер и понимая, что вскоре после этого он вернётся на постоянное жительство в Великобританию. После смерти своего отца Рид наконец вернулся в Лондон и обнаружил, что отец Эстер умер во время обратной поездки Рида в Великобританию. Рид и Эстер поженились в мае 1770 года в церкви Святого Луки в Крипплгейте, недалеко от Лондонского сити. Обнаружив, что семья де Бердт испытывает финансовые трудности, Рид оставался в Лондоне достаточно долго, чтобы помочь уладить семейные дела своей жены. Вместе с овдовевшей миссис де Бердт Эстер и Рид отплыли в Северную Америку в октябре 1770 года.
У Ридов было бы пятеро детей: Джозеф, который стал известным юристом; Дени де Бердт; Джордж Вашингтон, который стал офицером военно-морского флота; Эстер и Марта.
Рид владел двумя рабами.

## Смерть
В 1784 году Рид посетил Англию в надежде поправить своё здоровье, но не преуспел. Он вернулся в Пенсильванию и умер в Филадельфии 5 марта 1785 года в возрасте 43 лет. Первоначально Рид был похоронен на кладбище Второй пресвитерианской церкви в Филадельфии. В 1868 году его вместе с женой перезахоронили на кладбище Лоурелл-Хилл-Семетери.

### Статьи
- John F. Roche. Was Joseph Reed Disloyal? (англ.) // The William and Mary Quarterly. — Omohundro Institute of Early American History and Culture, 1951. — Vol. 8, iss. 3. — P. 406-417. — doi:10.2307/1917422.